# Ferrariae Decus
Ferrariae Decus ist ein 1906 von Giuseppe Agnelli gegründeter Verein zum Schutz des historischen und künstlerischen Erbes der Stadt Ferrara und deren Provinz. Der Verein hat seinen Sitz in der Via Mentessi 4 und wird von Marialucia Menegatti geleitet.

## Geschichte
Das Ferrariae Decus (lateinisch für „Der Anstand von Ferrara“) wurde zu Beginn des 20. Jahrhunderts in Ferrara mit dem Ziel gegründet, die Kenntnis des historischen, künstlerischen und kulturellen Erbes der gesamten Provinz Ferrara zu schützen und zu fördern. Auf Initiative von Giuseppe Agnelli, bis 1940 Direktor und dann Präsident der Biblioteca Ariostea, wurde sie in Zusammenarbeit mit der Generaldirektion für Antiquitäten und Schöne Künste von Ferrara gegründet, um alle Gebäude und Denkmäler der Stadt zu verwalten und zu erhalten, indem sie sich aktiv an Restaurierungsarbeiten und der Ausarbeitung von Projekten beteiligt.
Anlässlich des fünfzigsten Jahrestages seiner Gründung wurde der Ferrariae Decus durch das Dekret des Präsidenten der Republik Nr. 278 vom 2. Januar 1956 als"„Ente morale per la tutela dei monumenti storici e d'arte“ („Einrichtung zur Betreuung historischer und künstlerischer Denkmäler“) anerkannt.

## Initiativen und Aktivitäten
In den mehr als hundert Jahren ihres Bestehens hat der Verein zahlreiche Maßnahmen zum Schutz des historischen Erbes in der Stadt und in der Provinz umgesetzt. Ferrariae Decus war verantwortlich für die Restaurierung der Casa Romei, der Abtei Pomposa, der Kirche Santa Maria in Vado, des Doms und, unter der Leitung von Renzo Ravenna, für die Arbeiten am Palast von Ludovico il Moro.
In jüngster Zeit hat der Verein verschiedene Restaurierungsarbeiten in den Kirchen Sant‘Antonio in Polesine, San Gregorio Magno, Sant’Antonio Abate, Sant’Agnese, Santa Maria della Consolazione und einigen anderen geleitet oder direkt finanziert.

## Bibliothek des Vereins
In der Via Cairoli 6 in Ferrara befindet sich die kleine Fachbibliothek der Vereines Ferrariae Decus, die Dokumente bis zur ersten Hälfte des 19. Jahrhunderts sammelt. Die Bibliothek ist für jedermann zugänglich und enthält Karten und Pläne, Manuskripte, Zeitschriften und Bände zur Kunstgeschichte Ferraras.

## Veröffentlichungen des Vereins
Seit dem 30. April 1992 veröffentlicht der Verein in regelmäßigen Abständen, zunächst halbjährlich, dann jährlich, verschiedene, teilweise monographische Bände, von denen einige mit einem Beiheft erscheinen. Ursprünglich hieß sie Bollettino della Ferrariae Decus, seit September 2016 heißt sie Ferrariae Decus Studi - Ricerche.